# Mousepad
O mousepad em azul
Um mousepad, em português, tapete de rato/mouse ou esteira de rato/mouse, é uma superfície para realçar o movimento de um rato/mouse do computador.

## História
Em 1968, na primeira apresentação pública do mouse, Douglas Engelbart usou um console projetado por Jack Kelley, que incluía um teclado e uma área de apoio para o mouse. Em 1969, Kelley projetou o primeiro mousepad.
Em 1979, detalhes de um mousepad desenhado por Armando M. Fernandez foram publicados em uma edição do jornal de divulgação da Xerox. O mouse tinha sido melhorado naquele tempo por incorporar uma esfera de aço rolante como um trackball na sua parte de baixo. Para melhorar o atrito entre a trackball e a superfície foi introduzido o mousepad. Em 1982, a maioria dos usuários do mouse da Xerox já estavam usando essas "almofadas especiais".
O primeiro fabricante comercial de mousepads foi o Moustrak, fundado por Bob McDermand. A empresa começou a ganhar força quando a Apple decidiu distribuir seus mousepads, com o logotipo de sua empresa, para lojas de informática nos Estados Unidos. O Moustrak assinou acordos de licenciamento com a Disney, a Paramount e a Lucasfilm, e publicou em revistas como a MacWorld. No entanto, no final da década de 1980, os preços mais baixos (e de menor qualidade) transformaram o produto em uma commodity.
Os três benefícios, os mais importantes da introdução do tapete do mouse, eram uma velocidade mais elevada, uma maior precisão e um conforto para o usuário. Um benefício secundário mantinha a superfície da mesa de ser riscado e desgastar pelo movimento contínuo de fricção da mão e do mouse.

## Tipos

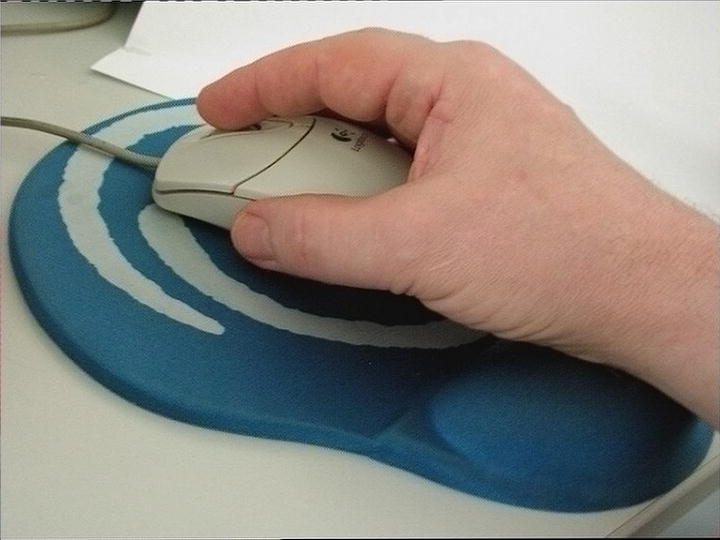
Mousepad com apoio para o pulso

Existem dois tipos de mousepad: o de plástico ou o de tecido. Às vezes usam-se tapetes metálicos para ratos ópticos mais antigos. Os mouses óticos mais recentes não requerem o uso do mousepad na maioria das superfícies. As almofadas especializadas são usadas quando a exatidão extra é necessária.

## Desenho técnico
Originalmente, os mousepads estavam disponíveis em uma forma retangular simples. Em anos recentes, estiveram disponíveis em muitos formas e designs. Os desenhos ergonômicos estão disponíveis com descansos internos do pulso. As companhias dão frequentemente tapetes ausentes para razões promocionais, e os fabricantes de computadores incluem frequentemente um mousepad com seu logotipo nele, geralmente com informação da sustentação técnica. Muitos artistas publicaram seus trabalhos em mousepads. A maioria de usuários tratam os tapetes de rato como um acessório desnecessário e um artigo barato. Entretanto, há uma tendência crescente, especial com gamers (praticantes de jogos em vídeo), para almofadas de mouse de qualidade elevada. Há agora uma variedade razoavelmente grande do "mousepad da classe gaming" de qualidade elevada. No começo, havia somente três tais fabricantes: Everglide (provavelmente o primeiro a vir no mercado), seguido de perto por indústrias funcionais, e Ratpadz (feito pela [H]ard|OCP).
Em 2005, diversas outras companhias seguiram o modelo, tais como Steelpad, Icemat, Razer, Qpad, Corepad, Xtracpads, X-Ray, Gamerzstuff, e Allsop. Estas almofadas estão disponíveis em uma variedade grande dos tamanhos para servir os ajustes diferentes da sensibilidade que os gamers escolhem. Uma das almofadas maiores no mercado, o Everglide Titan, tem 44cm maciços por 35cm. Como a jogabilidade do computador pessoal ganha maior relevo como um esporte, e os jogadores profissionais continuam a emergir, esta tendência pode continuar por algum tempo.

## Materiais
Tipicamente, os mousepads modernos são feitos com espuma de borracha. Entretanto, outros tipos estão disponíveis; alguns são feitos da tela ou dos pneus de borracha reciclada, por exemplo. As esteiras de rato com jogabilidade de qualidade elevada são feitas geralmente de plástico. Entretanto, algumas companhias manufaturam tapetes de outros materiais, tais como o vidro, o alumínio, o couro, a cortiça e o aço inoxidável.